# Juan Manuel Montero Vázquez
Juan Manuel Montero Vázquez (Palencia, 29 de diciembre de 1947 – Tel Aviv, 21 de mayo de 2012) fue un militar español que consiguió el rango de General de División Médico y sirvió como cirujano general del servicio medicalizado del ejército español, llamado inspector general de Sanidad de la Defensa desde marzo de 2006. 
Montero era especialista en Medicina Interna y Medicina del Aparato Digestivo. Se unió al ejército y consiguió el rango de teniente en 1972 y y fue profesor asociado de Patología Médica de la Universidad Complutense en el Hospital Central de la Defensa Gómez Ulla. Fue presidente de la Asociación Española de Endoscopia Digestiva.  Perteneció a  la Junta Directiva de la Asociación Española de Derecho Sanitario, desde su ingreso en esta Asociación el 2 de diciembre de 1997 hasta el 22 de mayo de 2006, cuando tuvo que renunciar por sus nuevas responsabilidades.
En mayo de 2012, mientras participaba en el Comité de Jefes de Sanidad de los Servicios Médicos Militares (COMEDS) de la OTAN en Tel Aviv, Montero Vázquez murió repentinamente a causa de un ataque al corazón.